# Maria di Avesnes
Maria di Avesnes, nota anche come Maria di Hainaut (1280 – Château de Murat, agosto/settembre 1354), è stata Signora consorte di Borbone, dal 1310, contessa consorte di Clermont, dal 1317, contessa consorte di La Marche, dal 1322 e poi prima duchessa consorte di Borbone, dal 1327, al 1341.

## Origine
Maria, secondo il capitolo n° 78a della Chronologia Johannes de Beke era figlia del Conte di Hainaut e conte d'Olanda e di Zelanda Giovanni e della moglie, Filippa di Lussemburgo (1252-6 aprile 1311), che sempre secondo la Chronologia Johannes de Beke, era figlia di Enrico V di Lussemburgo e Marguerite di Bar (1220-1275).
Secondo il capitolo n° 78a della Chronologia Johannes de Beke Giovanni I di Hainaut era il figlio maschio primogenito del conte titolare di Hainaut, Giovanni d'Avesnes (marito di Adelaide d'Olanda, come ci viene confermato dal paragrafo 7 della Genealogia Ducum Brabantiæ Heredum Franciæ) e della moglie Adelaide d'Olanda, che, sia secondo il capitolo n° 66a della Chronologia Johannes de Beke che il paragrafo 7 della Genealogia Ducum Brabantiæ Heredum Franciæ, era la figlia secondogenita o terzogenita (femmina primogenita) del quindicesimo (secondo gli Annales Egmundani, fu il tredicesimo) conte d'Olanda, Fiorenzo IV () e di Matilde di Brabante.

## Biografia
Suo padre, Giovanni, morì nel 1304, appena dieci giorni dopo la vittoria che gli aveva permesso di riconquistare tutti i suoi territori (questi avvenimenti sono raccontati dalla Chronologia Johannes de Beke); secondo la Chronologia Johannes de Beke, Giovanni morì il 12 settembre a Valenciennes, dove fu sepolto. Alla morte di Giovanni come conte di Hainaut, di Olanda e di Zelanda, gli succedette il figlio, il fratello di Maria Guglielmo.
Nel mese di giugno del 1310 fu stipulato il contratto di matrimonio tra Maria e l'erede della Signoria di Borbone, Luigi (1279-22 gennaio 1341); sia secondo la Continuatio Chronici Guillelmi de Nangiaco che secondo la Chronologia Johannes de Beke, il 22 settembre 1310, a Pontoise, Maria sposò il Luigi di Borbone, che, sia secondo la Histoire du Bourbonnais et des Bourbons qui l'ont possédé, Volume 1, che secondo la Histoire généalogique et chronologique de la maison royale de France era il figlio primogenito del di Roberto, conte di Clermont, e della contessa di Charolais ed erede della Signoria di Borbone, Beatrice, che, secondo la Histoire généalogique des ducs de Bourgogne de la maison de France, era l'unica figlia del conte di Charolais, Giovanni di Borgogna e della dama di Borbone, Agnese.
Secondo la Histoire du Bourbonnais et des Bourbons qui l'ont possédé, Volume 1, sua suocera, Beatrice morì, nel 1310, nel castello di Murat e fu tumulata nel convento di Champaigue, accanto alla madre, Agnese.
Nella signoria di Borbone le succedette il figlio primogenito Luigi, il marito di Maria, che divenne signora di Borbone.
Secondo la Chronique parisienne anonyme du XIVe siècle, deuxieme partie, suo suocero, Roberto, morì nel 1317, al Bois de Vincennes e fu sepolto nella chiesa dei Frati Predicatori di Parigi. Suo marito, Luigi gli succedette nel titolo di conte di Clermont-en-Beauvaisis.
Nel 1322, suo marito Luigi ricevette il titolo di Conte di La Marche, dal re di Francia, Carlo IV il Bello.
Il 27 dicembre 1327, Luigi venne creato Duca di Borbone e Pari di Francia da Carlo IV, e Maria divenne duchessa.
Suo marito, Luigi I, morì nel gennaio del 1341 e fu sepolto nella chiesa dei Frati Predicatori di Parigi, accanto alla tomba di suo padre; secondo il necrologio delle Chartreux de Vauvert, Luigi (Ludovicus dux Borbonii) morì il 10 febbraio (IV Id Feb) 1342, mentre secondo il necrologio della Sainte-Chapelle, Luigi (Ludovici ducis de Bourbonio) morì il 27 febbraio (III Kal Mar) 1342.
Maria sopravvisse al marito ancora per tredici anni; morì nel Château de Murat, Murat a fine agosto 1354 e fu tumulata nel convento di Champaigue.

## Figli
Maria a Luigi diede otto o nove figli:
- Pietro I, duca di Borbone (1311-19 settembre 1356)[24];
- Giovanna (1312-1402), sposò Guigues VII de Forez, come da documento n° 107 e 108 della Histoire des ducs de Bourbon et des comtes de Forez, Volume 3[25];
- Margherita (1313-1362), sposò Jean II de Sully[10]
- Maria (1315-1387), sposò in prime nozze Guido di Lusignano[26] e in seconde nozze Roberto di Taranto[26];
- Filippo (1316-1318)[27];
- Giacomo (1318)[28];
- Giacomo (1319-1362), conte di La Marche e del Ponthieu che sposò Giovanna di Chatillon, come ci viene confermato dal Chapitre IX delle Preuves de l'Histoire De La Maison De Chastillon Svr Marne[29];
- Beatrice (1320-25 dicembre 1383), sposò in prime nozze Giovanni I di Boemia e in seconde nozze Oddone II di Grancey[10];
- Filippa[28].

## Ascendenza
|                         |                          |                             | Genitori                      |  |  | Nonni |  |  | Bisnonni           |  |  | Trisnonni         |  |
|                         |                          |                             |                               |  |  |       |  |  | Burcardo d'Avesnes |  |  | Giacomo d'Avesnes |  |
|                         |                          |                             |                               |  |  |       |  |  | Burcardo d'Avesnes |  |  | Giacomo d'Avesnes |  |
|                         |                          | Adelina di Guisa            |                               |  |  |       |  |  | Burcardo d'Avesnes |  |  |                   |  |
| Giovanni d'Avesnes      |                          |                             |                               |  |  |       |  |  | Burcardo d'Avesnes |  |  |                   |  |
|                         |                          | Margherita II delle Fiandre | Baldovino I di Costantinopoli |  |  |       |  |  |                    |  |  |                   |  |
|                         |                          | Margherita II delle Fiandre | Baldovino I di Costantinopoli |  |  |       |  |  |                    |  |  |                   |  |
|                         |                          | Margherita II delle Fiandre | Maria di Champagne            |  |  |       |  |  |                    |  |  |                   |  |
| Giovanni I di Hainaut   |                          | Margherita II delle Fiandre |                               |  |  |       |  |  |                    |  |  |                   |  |
|                         |                          | Fiorenzo IV d'Olanda        | Guglielmo I d'Olanda          |  |  |       |  |  |                    |  |  |                   |  |
|                         |                          | Fiorenzo IV d'Olanda        | Guglielmo I d'Olanda          |  |  |       |  |  |                    |  |  |                   |  |
|                         |                          | Fiorenzo IV d'Olanda        | Adelaide di Gheldria          |  |  |       |  |  |                    |  |  |                   |  |
| Adelaide d'Olanda       |                          | Fiorenzo IV d'Olanda        |                               |  |  |       |  |  |                    |  |  |                   |  |
|                         |                          | Matilde di Brabante         | Enrico I di Brabante          |  |  |       |  |  |                    |  |  |                   |  |
|                         |                          | Matilde di Brabante         | Enrico I di Brabante          |  |  |       |  |  |                    |  |  |                   |  |
|                         |                          | Matilde di Brabante         | Matilde di Boulogne           |  |  |       |  |  |                    |  |  |                   |  |
| Maria di Avesnes        |                          | Matilde di Brabante         |                               |  |  |       |  |  |                    |  |  |                   |  |
|                         | Valerano III di Limburgo | Enrico III di Limburgo      |                               |  |  |       |  |  |                    |  |  |                   |  |
|                         | Valerano III di Limburgo | Enrico III di Limburgo      |                               |  |  |       |  |  |                    |  |  |                   |  |
|                         | Valerano III di Limburgo | Sofia di Saarbrücken        |                               |  |  |       |  |  |                    |  |  |                   |  |
| Enrico V di Lussemburgo | Valerano III di Limburgo |                             |                               |  |  |       |  |  |                    |  |  |                   |  |
|                         |                          | Ermesinda di Lussemburgo    | Enrico IV di Lussemburgo      |  |  |       |  |  |                    |  |  |                   |  |
|                         |                          | Ermesinda di Lussemburgo    | Enrico IV di Lussemburgo      |  |  |       |  |  |                    |  |  |                   |  |
|                         |                          | Ermesinda di Lussemburgo    | Agnese di Gheldria            |  |  |       |  |  |                    |  |  |                   |  |
| Filippa di Lussemburgo  |                          | Ermesinda di Lussemburgo    |                               |  |  |       |  |  |                    |  |  |                   |  |
|                         |                          | Enrico II di Bar            | Teobaldo I di Bar             |  |  |       |  |  |                    |  |  |                   |  |
|                         |                          | Enrico II di Bar            | Teobaldo I di Bar             |  |  |       |  |  |                    |  |  |                   |  |
|                         |                          | Enrico II di Bar            | Ermesinda di Bar-sur-Seine    |  |  |       |  |  |                    |  |  |                   |  |
| Margherita di Bar       |                          | Enrico II di Bar            |                               |  |  |       |  |  |                    |  |  |                   |  |
|                         |                          | Filippa di Dreux            | Roberto II di Dreux           |  |  |       |  |  |                    |  |  |                   |  |
|                         |                          | Filippa di Dreux            | Roberto II di Dreux           |  |  |       |  |  |                    |  |  |                   |  |
|                         |                          | Filippa di Dreux            | Yolande de Coucy              |  |  |       |  |  |                    |  |  |                   |  |
|                         |                          | Filippa di Dreux            |                               |  |  |       |  |  |                    |  |  |                   |  |

### Fonti primarie
- (LA)  Monumenta Germaniae Historica, Scriptores, tomus XVI.
- (LA)  Monumenta Germaniae Historica, Scriptores, tomus XXV.
- (LA)  Matthæi Parisiensis, Monachi Sancti Albani, Chronica Majorar, vol. III.
- (LA)  Recueil des historiens des Gaules et de la France. Tome 20.
- (LA)  Chronique parisienne anonyme du XIVe siècle.
- (LA)  Obituaires de la province de Sens. Tome 1,Partie 2.
- (LA)  Chronologia Johannes de Bek.
- (FR)  Histoire des ducs de Bourbon et des comtes de Forez, Volume 2
- (FR)  Histoire des ducs de Bourbon et des comtes de Forez, Volume 3

### Letteratura storiografica
- (FR)  Histoire généalogique des ducs de Bourgogne de la maison de France.
- (FR)  Histoire généalogique et chronologique de la maison royale de France, Ducs de Bourbon.
- (FR)  "Histoire%20de%20la%20maison%20de%20Chastillon-sur-Marne"&pg=PT148#v=onepage&q&f=false Histoire De La Maison De Chastillon Svr Marne.
- (FR)  Trésor généalogique de Dom Villevieille.
- (FR)  #ES Histoire du Bourbonnais et des Bourbons qui l'ont possédé, Volume 1.